# Ball and Biscuit
Ball and Biscuit è l'ottava traccia dell'album Elephant dei The White Stripes.  Questa traccia e Seven Nation Army sono i brani chiave che hanno permesso a Jack White, chitarrista e cantante della band, di entrare nella lista dei 100 migliori chitarristi secondo Rolling Stone piazzandosi al settantesimo posto.

## Il brano
È riconoscibile per il motivo blues calmo-forte, gli assoli di chitarra pesantemente distorti e il chiaro tributo alla Chicago rhythm'n'blues degli anni Cinquanta che permettono alla canzone di dare un particolare spessore all'album, oltretutto posizionato in quinta posizione nella classifica dei 100 migliori album degli anni 2000 secondo Rolling Stone. Il risultato, è la canzone più lunga registrata dalla band: 7 minuti e 18 secondi. Non è mai stato pubblicato come singolo, ma è stato ampiamente utilizzato nella cultura popolare ed è diventata una delle canzoni preferite dai fan. È presente nel film The Social Network nel quale, dopo aver aperto il film fa da sottofondo al dialogo iniziale.

### Struttura
La canzone si attiene alla struttura tradizionale del blues in 12 misure. Dopo aver cantato il ritornello, Jack White inizia pesanti assoli distorti utilizzando le note della scala pentatonica minore, convenzione comune delle canzoni hard blues.

### Testo
Jack White afferma di essere il "terzo uomo" della ragazza a cui si rivolge cercando con insistenza di impressionarla con la sua pretesa di essere il settimo figlio di una famiglia numerosa. La Seventh Son è una popolare leggenda americana secondo la quale al settimo figlio di un settimo figlio sarebbero stati concessi poteri soprannaturali, che Jack nel brano sostiene di possedere in forma di forza sovrumana. Questa citazione di folklore si trova spesso nei brani blues e derivati, in particolare Willie Dixon ha cantato una canzone blues, dal titolo The Seventh Son. L'uso di questa leggenda potrebbe essere stata ispirata dalla situazione familiare di Jack White stesso: è il settimo e ultimo figlio di una famiglia di dieci figli.
"We'll get clean together/And I'll find me a soapbox where I can shout it" suggerisce che questa coppia si separerà, mentre il futuro conferisce un senso di fatalismo.
Il titolo "Ball and Biscuit" si riferisce, per la sua forma curiosa, all'STC Coles 4021, il microfono utilizzato ai Toe Rag Studios durante le registrazioni dell'album Elephant. Ma potrebbe avere anche un altro significato: la palla (cocaina) e i biscotti (MDMA) si riferirebbero ad un problema con la droga.